# Lovestoned
Lovestoned ist eine schwedisch-deutsche Popband.

## Karriere
Die beiden weiblichen Bandmitglieder stammen aus Musikerfamilien, so trat Emilie Fjällströms Vater als Sänger auf und nahm auch seine Tochter mit auf die Bühne. Elena Boyadjyevas Vater ist als Komponist tätig, sie stammt ursprünglich aus Bulgarien und ist in Berlin aufgewachsen. Pär Stenhammar kam früh mit Jazzmusik in Verbindung und hatte 2007 an der schwedischen Version der Castingshow Pop Idol teilgenommen. Robert Kragh zog die Musiker- einer möglichen Football-Karriere vor. Lovestoned ist in Stockholm beheimatet.
Das Quartett nahm 2009 den Reggaesong Rising Girl auf, der im Original von der gleichnamigen österreichischen Band Rising Girl stammt. Damit hatten sie in Deutschland einen Charterfolg. 2010 nahmen sie mit dem Song Thursdays am Melodifestivalen, dem schwedischen Vorentscheid für den Eurovision Song Contest 2010, teil.

## Bandmitglieder
- Pär Stenhammar
- Robert Kragh
- Elena Boyadjyeva
- Emilie Fjällström

## Diskografie
Alben
- Rising Love (2010)

Singles
- Rising Girl (2009)
- Thursdays (2010)
- I Know Nothing (2010)